# Sanmarinští kapitáni-regenti
Titul kapitán-regent (italsky capitano reggente / pl. capitani reggenti, tedy vládnoucí kapitáni) je funkce udělovaná hlavám Sanmarinské republiky. Vždy jsou voleni současně dva kapitáni-regenti na jedno volební období, které trvá šest měsíců.

## Volba
Cerimoniál uvedení kapitánů-regentů do úřadu se koná ve dnech 1. dubna a 1. října každý rok. Kapitáni-regenti svou funkci vyplývající z jejich úřadu vykonávají společně. Jsou oba vybaveni právem veta, aby si mohli vzájemně oponovat. Společně mj. předsedají Velké a hlavní radě (Consiglio grande e generale), Radě dvanácti (Consiglio dei XII) a Státnímu kongresu (Congresso di Stato). Oba kapitáni mají nárok na oslovení sua eccellenza (Jeho/Její Excelence).